# Rotkehlstrandläufer

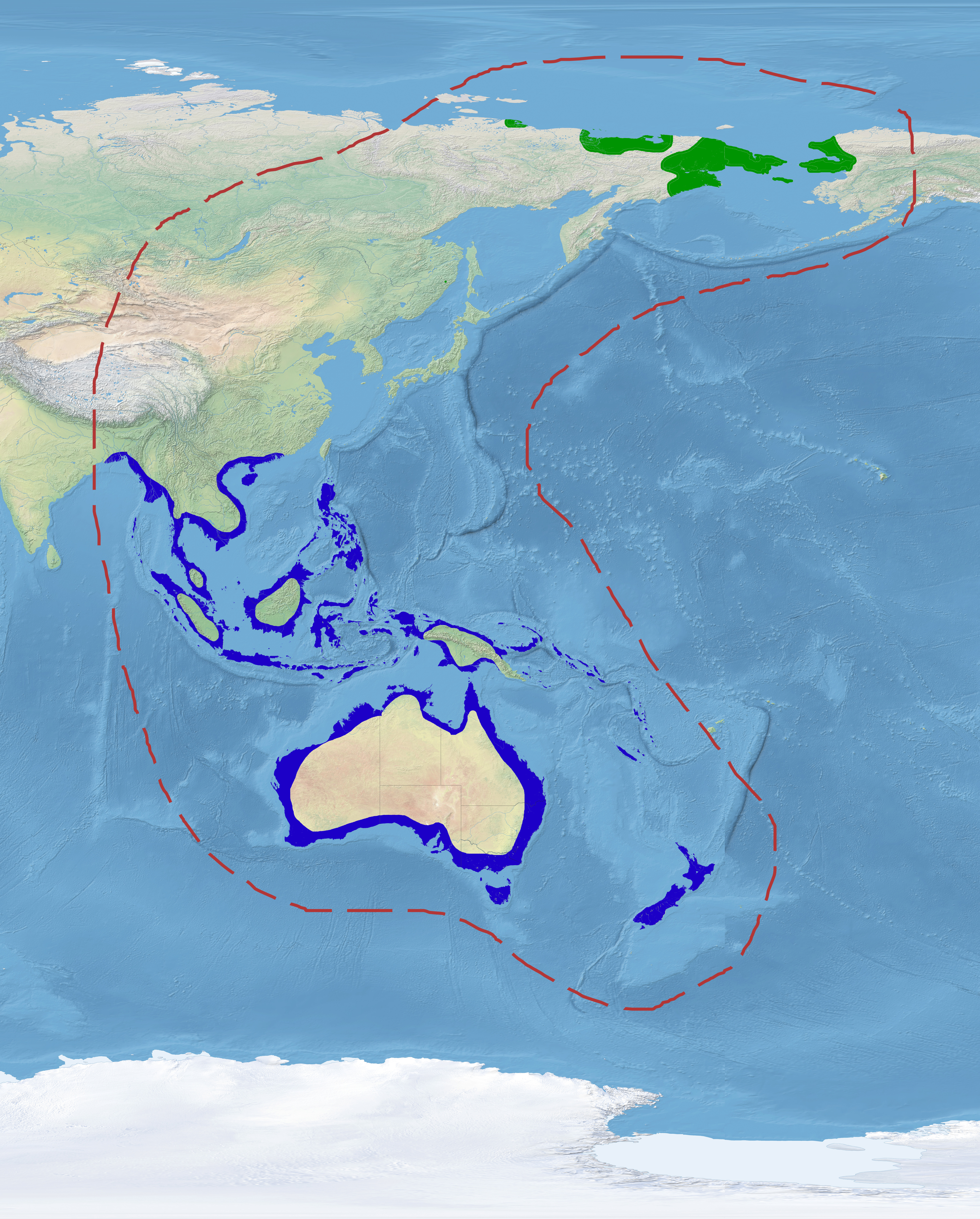
Verbreitungsgebiet des Rotkehlstrandläufers. Das Brutgebiet ist grün eingezeichnet, die Überwinterungsgebiete blau.

Der Rotkehlstrandläufer (Calidris ruficollis) ist eine kleine, monotypische Art aus der Familie der Schnepfenvögel. Die IUCN stuft den Rotkehlstrandläufer als  (=least concern – nicht gefährdet) ein und schätzt den Bestand auf 320.000 geschlechtsreife Individuen.

## Erscheinungsbild
Der Rotkehlstrandläufer erreicht eine Körperlänge von 13 bis 16 Zentimetern. Die Flügelspannweite beträgt 35 bis 38 Zentimeter. Das Gewicht variiert zwischen 20 und 35 Gramm. Der Rotkehlstrandläufer ist damit eine der kleinsten Arten innerhalb der Gattung der Strandläufer.
Im Prachtkleid haben adulte Rotkehlstrandläufer einen rötlich kastanienbraunen Kopf und Nacken sowie eine ebenso gefärbte Brust. Der Oberkopf ist dunkel gestreift, um die Schnabelbasis verläuft ein heller Federring. Die Körperunterseite ist weiß, die untere Brust weist einige dunkle Streifen auf. Der Mantel ist dunkelbraun mit breiten rotbraunen Säumen. Der Rumpf und die mittleren Schwanzfedern sind dunkelbraun, die Seiten der Oberschwanzdecken sind weiß bis blass grau. Der Schnabel ist für einen Strandläufer verhältnismäßig kurz. Er ist von dunkler Farbe und gerade geformt. Die Iris ist dunkelbraun. Die Beine und Füße sind schwarz.
Im Schlichtkleid weisen Rotkehlstrandläufer keine rötlich-braune Färbung auf. Der Oberkopf, der Nacken und die Körperoberseite ist dann einheitlich graubraun. Die Körperunterseite ist weiß, lediglich die Brustseiten weisen eine feine, graubraune Strichelung auf. Jungvögel sind auf der Körperoberseite ähnlich gefiedert wie adulte Rotkehlstrandläufer, im Prachtkleid wirkt das Gefieder der Jungvögel aber farbiger. Der Kopf ist etwas gräulicher als bei adulten Vögeln. Die Körperunterseite ist weiß, wobei die obere Brust bräunlich überwaschen und dunkelbraun gestrichelt ist. Die Dunenküken sind kastanienbraun, schwarz und weiß gefleckt.
Innerhalb des Verbreitungsgebietes kann der Rotkehlstrandläufer vor allem mit dem Zwergstrandläufer verwechselt werden. Der Rotkehlstrandläufer hat längere Flügel und etwas kürzere Beine. Ähnlichkeit besteht auch mit dem Löffelstrandläufer, allerdings ist die auffällige Schnabelform dieser Art ein sicheres Unterscheidungsmerkmal. Im Schlichtkleid kann er außerdem mit dem Sandstrandläufer verwechselt werden.

## Verbreitungsgebiet
Der Rotkehlstrandläufer brütet überwiegend im Osten Russlands, vereinzelt kommt er als Brutvogel auch im westlichen Alaska vor. Das Brutgebiet erstreckt sich lückig von der Taimyrhalbinsel bis in den Osten der Tschuktschenhalbinsel. Er brütet bevorzugt in Küstenregionen, kommt als Brutvogel jedoch auch an feuchteren Stellen in der Tundra vor. Er ist ein Zugvogel, der im Winterhalbjahr in den Süden Chinas, nach Indonesien, Australien sowie Neuseeland zieht. Er hält sich dann bevorzugt auf Überschwemmungsflächen an der Küste und in Salzmarschen auf.

## Lebensweise
Der Rotkehlstrandläufer frisst bevorzugt Wirbellose, die er gewöhnlich von der Oberfläche aufpickt. Überwinternde Rotkehlstrandläufer fressen auch Krustentiere und Mollusken.
Der Rotkehlstrandläufer lebt sehr gesellig und ist vor allem im Winterhalbjahr in Schwärmen zu beobachten. Das Nest ist eine Mulde, die gut in der Vegetation versteckt ist. Die Nestmulde ist mit Pflanzenteilen aus der unmittelbaren Umgebung ausgepolstert. Das Gelege besteht aus drei bis vier Eiern. Sie haben eine cremefarbene bis blassgelbe Schalenfarbe und sind rötlich gesprenkelt. Die Brutzeit beträgt 21 bis 23 Tage. Beide Elternvögel sind an der Brut beteiligt. Die Küken werden allein durch das Männchen geführt. Die Jungvögel sind mit 15 bis 20 Tagen flügge.

## Belege

### Einzelbelege
1. ↑  Factsheet auf BirdLife International
2. ↑  Sale, S. 191